# Acanthophyllum verticillatum
Acanthophyllum verticillatum là loài thực vật có hoa thuộc họ Cẩm chướng. Loài này được C.A.Mey. mô tả khoa học đầu tiên năm 1831.